# Bekal Utsahi
Muhammad Shafi Ali Khan (1 de junho de 1928 - 3 de dezembro de 2016), popularmente conhecido como Bekal Utsahi, foi um poeta, escritor e político indiano. Ele era um congressista próximo a Indira Gandhi e um membro do Parlamento na Câmara Alta Rajya sabha. Ele recebeu vários prêmios nacionais, incluindo o Padma Shri em 1976 e o Yash Bhari.

## Biografia
Bekal Utsahi nasceu em 1 de junho de 1928 em Balrampur. Mohammed Jafar Khan Lodi era seu pai.
Ele era um ex-membro do Rajya Sabha. Em 1976 ele recebeu o Prêmio Padmashree em literatura. Durante uma visita ao Mazar de Vaaris Ali Shah de Dewa Sharif em 1945 Shah Hafiz Pyare Miyan citou, "Bedam Gaya Bekal aaya". Após esse incidente, Mohammad Shafi Khan mudou seu nome para "Bekal Varsi". Durante o período de Jawaharlal Nehru em 1952 aconteceu um evento, que resultou no surgimento de Utsahi. Havia um programa eleitoral do partido do Congresso Nacional Indiano em Gonda naquela época. Bekal Varsi deu as boas-vindas a Nehru com sua poesia "Kisan Bharat Ka". Nehru ficou muito impressionado e disse: "Yeh hamara utsahi shayar hai". Finalmente, ele foi conhecido como Bekal Utsahi no mundo literário.

## Política
Utsahi estava ativamente envolvido com o Congresso Nacional Indiano e muito próximo de Indira Gandhi. Em 1982, Rajiv Gandhi o nomeou membro do Rajya Sabha a câmara alta do Parlamento indiano, por causa de sua contribuição para a integração nacional.

## Prêmios
Utsahi recebeu o prêmio Padma Shri em 1976. Ele recebeu o Prêmio Yash Bharti do governo de Utar Pradexe. Em 2013, ele foi premiado com Maati Ratan Samman por Shaheed Shodha Sansthan por seus serviços à literatura urdu. Foi também Membro do Conselho de Integração Nacional presidido pelo Primeiro ministro da Índia.